# Fédération mexicaine de tennis
 (mars 2023).
Si vous disposez d'ouvrages ou d'articles de référence ou si vous connaissez des sites web de qualité traitant du thème abordé ici, merci de compléter l'article en donnant les références utiles à sa vérifiabilité et en les liant à la section « Notes et références ».
La Fédération mexicaine de tennis (en espagnol : Federacion Mexicana de Tenis) organise le tennis au Mexique et met en place un système de classement et de compétition national. Elle est affiliée à la Fédération internationale de tennis.